# Xavier Dannhuber
Xavier Dannhuber – niemiecki as myśliwski z czasów I wojny światowej z 11 potwierdzonymi zwycięstwami powietrznymi. Dowódca Jagdstaffel 79. 
Xavier Dannhuber karierę pilota rozpoczął służąc w Kagohl 6b. Następnie po służbie w Schutzstaffel 25, 1 lipca 1917 roku został przydzielony do eskadry myśliwskiej Jasta 26. Pierwsze zwycięstwo powietrzne odniósł 12 sierpnia nad brytyjskim balonem obserwacyjnym. Po uzyskaniu tytułu asa i zestrzeleniu 10 samolotów nieprzyjaciela, 18 października 1917 roku został ranny w rękę. Po powrocie z leczenia został skierowany do Fliegerersatz Abteilung (FEA 1b) w Schleisseheim, z zadaniem sformowania i objęcia dowództwa nad nową eskadrą myśliwską Jagdstaffel 79. W czasie szkolenia pilotów i oblatywania nowych samolotów Pfalz D.III został ciężko ranny 11 lutego 1918 roku. Po siedmiomiesięcznym leczeniu powrócił do jednostki na stanowisko dowódcy 9 października 1918 roku. Dowództwo nad jednostką sprawował do końca wojny, odnosząc 14 października 1918 roku swoje ostatnie, 11. zwycięstwo.
Ofiarami Xaviera Dannhubera było między innymi dwóch asów brytyjskich, William Victor Trevor Rooper i Robert Hugh Sloley, a także jeden kanadyjski, Harold Waddell Joslyn. Wszyscy oni zginęli w wyniku zestrzelenia przez Xaviera Dannhubera.
Jego dalsze losy nie są znane.

## Odznaczenia
- Królewski Order Rodu Hohenzollernów